# Iouri Poteïenko
Iouri Anatolievitch Poteïenko (en russe : Юрий Анатольевич Потеенко, en anglais Potoyenko) né le 5 décembre 1960, est un compositeur russe de musique de films. 
Il est quatre fois lauréat d'un Aigle d'or pour la meilleure musique de film (2010, 2013, 2016, 2018).

## Filmographie
- Night Watch (2004)
- Popsa (2005)
- Day Watch (2006)
- Jeu russe (2007)
- L'Ironie du sort, la suite (2007)
- Vanechka (2007)
- Battlestar Rebellion (2009)
- Battlestar Rebellion, Partie II (2009)
- The Salamander Key (2011)
- L'Espion (2012)
- White Tiger (2013)
- Metro (2013)
- Dyatlov Pass Incident (2013)
- Bataillon (2015)
- The Spacewalker[3],[4] (2017)
- Anna Karénine, l'histoire de Vronski (2017)
- La Bataille de Leningrad (2019)
- Goalkeeper of the Galaxy (2019)
- V2. Escape From Hell (2021)
- Mira (Мира, 2022)